# Isabella piercing
Isabella piercing é um piercing genital feminino. Este piercing do eixo clitoridiano extremamente profundo começa abaixo do clitóris e apenas acima da uretra, e então sobe através do eixo clitoridiano e sai na parte superior do capuz clitoridiano.
O Isabella piercing foi documentado pela primeira vez na edição 17 da Piercing World Magazine. Como um Isabella piercing atravessa o eixo do clitóris, ele é considerado de alto risco e pode vir a causar danos nos nervos e por esse motivo é extremamente raro. Como outros piercings genitais femininos, o Isabella piercing depende da anatomia do portador. Dano nos nervos podem resultar de um piercing em um clitóris que é muito pequeno ou de um piercing que atravessa o eixo do clitóris e também seu nervo dorsal. Piercings que cruzam o eixo do clitóris podem também resultar em hemorragia excessiva e perda de sangue ao clitóris. O tempo de cicatrização é de 2 a 3 meses. O Nefertiti piercing foi inventado em resposta aos riscos inerentes envolvidos com o Isabella piercing.

## Jóias
Isabellas são frequentemente feitas com barras, geralmente na medida 16 a 14 e 5⁄16 " a 7⁄16 ".